# Joaquín Arzura
Joaquín Arzura (Campana, 18 de maio de 1993) é um futebolista profissional argentino que atua como meio-campo.

## Carreira
Joaquín Arzura fez parte do elenco da Seleção Argentina de Futebol nas Olimpíadas de 2016.